# جان بی. گودیناف
جان بی. گودیناف (انگلیسی: John B. Goodenough؛ ۲۵ ژوئیهٔ ۱۹۲۲ – ۲۵ ژوئن ۲۰۲۳) دانشمند در زمینه فیزیک حالت جامد اهل ایالات متحده آمریکا بود. او استاد مهندسی مکانیک و علم مواد در دانشگاه تگزاس در آستین بود. گودیناف در ۲۵ ژوئن ۲۰۲۳ درگذشت.

## آزمایشگاه لینکلن ام‌آی‌تی
پس از تحصیلات، گودیناف به مدت ۲۴ سال دانشمند و رهبر تیم علمی آزمایشگاه لینکلن ام.آی. تی بود. در این مدت او بخشی از تیمی بود که مسئول توسعه حافظه دسترسی تصادفی بودند.

## جوایز و افتخارات
در سال ۲۰۱۴، او جایزه چارلز استارک دراپر را برای کمک به توسعه باتری یون‌لیتیم دریافت کرد. وی همچنین برندهٔ جوایز دیگری همچون جایزه نوبل، جوایز همکار انجمن سلطنتی و نشان ملی علوم شده‌است.
گودیناف جوایزی همچون نشان ملی علوم، مدال کوپلی، جایزه فرمی، جایزه دراپر و جایزه ژاپن را تصاحب کرد. علاوه بر این جایزه جان بی گودیناف دررشته علوم مواد به نام وی نامگذاری شد. گودیناف در سن ۹۷ سالگی به همراه دو شیمی‌دان دیگر به جهت توسعهٔ باتری یون‌لیتیم، موفق به دریافت جایزه نوبل شیمی در سال ۲۰۱۹ گردید وی به عنوان پیرترین برنده جایزه نوبل تاریخ شناخته شده‌است.

## درگذشت
براساس اعلامیه دانشگاه ایالتی تگزاس در آستین، جان گودیناف یکشنبه ۲۵ ژوئن ۲۰۲۳ در سن ۱۰۰ سالگی درگذشت.